# Iris and the Giant
Iris and the Giant est un jeu vidéo de stratégie et de jeu de rôle développé par le designer français Louis Rigaud et édité par Goblinz Studio, Maple Whispering Limited et Mugen Creations. Il a été publié le 27 février 2020. Le jeu mélange les jeux de rôle et les sous-genre roguelike, mais c'est principalement un jeu de cartes à collectionner.

## Développement
Le jeu a été inspiré par les expériences du développeur Louis Rigaud avec la création de « livres interactifs » pour les enfants. Selon le développeur, les mises à jour après le lancement ajouteront de nouvelles fonctionnalités après la sortie du jeu. Il s'agit notamment de la prise en charge de la manette de jeu et des améliorations de l'interface utilisateur basées sur les commentaires des joueurs.

## Trame
L'histoire du jeu commencent avec le personnage principal, une fille avec les cheveux de couleurs bleus lors d'un cours de natation. Elle a du mal à sauter dans la piscine et les enfants se moquent d'elle d'en bas. Cette scène peut être considérée comme une métaphore qui décrit l'intrigue générale du jeu, une intrigue qui explore les luttes du personnage principal contre la dépression et l'anxiété. Iris (le nom du personnage principal) se retrouve plus tard sur le fleuve Styx, cette dernière est montrée comme la terre qui distingue « le réel de l'imaginaire ». C'est sur cette terre qu'Iris se fraye un chemin jusqu'au sommet de la structure et chaque étage représente ses démons intérieurs,,.

## Système de jeu
Le jeu commence avec un nombre limité de cartes représentant différentes attaques et défenses qui seront utilisées dans le combat contre les ennemis sur une grille. Il existe différents types d'armes, par exemple, une hache qui attaquera tous les ennemis au premier rang de la grille. De plus, il y a des épées qui peuvent être utilisées séquentiellement si le joueur en a plus d'une dans son deck. Si le joueur décède, le jeu redémarre mais le joueur gagnera alors des récompenses sous la forme de nouvelles cartes et capacités qui lui permettront de réussir plus facilement dans de nouveaux efforts. Il y a un total de 51 cartes à gagner tout au long du jeu qui peuvent permettre des directions spécialisées au combat et aussi divers secrets et surprises à découvrir tout en explorant le monde,. Il y a environ 45 types d'ennemis différents que le joueur rencontrera, ceux-ci agissent souvent de différentes manières. Certains peuvent voler des cartes au joueur et certains peuvent plutôt donner des avantages au joueur, plus de temps avec un bouclier et la possibilité d'utiliser plus d'archers en un seul tour, par exemple. Le joueur peut également utiliser de la magie de différentes manières ainsi que des cartes impliquant des effets élémentaires, du feu et de la foudre, par exemple.

## Accueil
Iris and the Giant n'a pas retenu l'attention des critiques de jeux vidéo lors de sa sortie. Cependant, la critique de Buried Treasure a comparé le jeu à Meteorfall: Journeys, en disant : « Je n'ai vraiment jamais pensé que je serais quelqu'un qui jouerait à des jeux de construction de decks. Je n'ai jamais réussi à entrer dans Slay the Spire ou Darkest Dungeon, et je me suis dit que ce n'était pas un genre avec lequel je m'attaquerais. Et puis je suis tombé sur Meteorfall. C'était un coup de foudre. Je suis vraiment bon dans ce domaine! Je l'ai joué jusqu'à ce que je sois sur les modes pour chaque personnage, d'une manière que je ne joue jamais à des jeux! J'ai des sentiments très similaires à propos d'Iris and the Giant ».